# Sömnen (film)
Sömnen är en svensk dramafilm från 1984 i regi av Lennart Svensson. Filmen var hans regidebut och bygger på Ulf Lundells roman med samma namn. I huvudrollen som Tommy Cosmo ses Mats Ronander.

## Handling
Filmen kretsar kring rocksångaren Tommy Cosmo.

## Rollista
- Mats Ronander – Tommy Cosmo
- Maria Lindberg – Helena
- Björn Andersson – Pix
- Pia Garde	– Dessi
- Jan-Ivar Utas – Greger
- Anders Åberg – Fred
- Örjan Ramberg – Bonk
- Håkan Serner – pappan
- Mimi Pollak – farmodern
- Bert-Åke Varg – Måndag
- Niels Dybeck – Torsten
- Fillie Lyckow – Alma
- Gösta Krantz – Bertil
- Inger Berggren – Lilian
- Jan Waldekranz – Sigge
- Annmari Kastrup – Ingela
- Ola Wahlström	– Bengt
- Jonna Arb	– Yvonne
- Pontus Gustafsson	– Rolle
- Gunnar Falk – Henrik
- Bernt Overmark – Bernt
- Janne Bark – Kriss
- Åsa Winqvist – Bella
- Marie-Louise Mannervall – en dam
- Merja Hartikainen – bankkassörskan
- Clarence Öfwerman	– musiker
- Hasse Olsson – musiker
- Åke Sundquist – musiker
- Backa Hans Eriksson – musiker
- Rutger Gunnarsson	– musiker
- Glen Myerscough – musiker

## Om filmen
Filmen bygger på en roman med samma namn av Ulf Lundell. En första kontakt mellan Lundell och regissören Lennart Svensson om en filmatisering av boken inleddes 1978. Inspelningen var tänkt att starta 1980 med Lundell i huvudrollen, men det företaget gick i stöpet. I stället gick rollen till Mats Ronander och filmen spelades in mellan den 22 augusti och 2 november 1983 i Stockholm och Åre. Filmen producerades av Bengt Wendin för Måsen Film AB, Sandrew Film & Teater AB och Stiftelsen Svenska Filminstitutet. Den fotades av Lasse Björne och klipptes sedan samman av Svensson. Premiären ägde rum den 9 mars 1984 i Göteborg, Malmö, Stockholm, Sundsvall, Åre och Östersund. Filmen har visats i TV3 1990 och i Kanal 5 1996 och 1997.

## Mottagande
Filmen fick ett blandat, men övervägande negativt mottagande. Flera recensenter ansåg att Svensson inte riktigt lyckats fånga den sömniga samtidsstämning som präglar romanen.

## Musik
- "Nog nu", The Cosmopolitans
- "Wonderful Tonight", Eric Clapton
- "All for the Love of Rock and Roll", Bobby Butani och Jeff Salen
- "We've Gotta Get Out of This Place, The Animals
- "Every Raindrop Means a Lot", Tages